# みんなのMAEMUKI駅伝
みんなのMAEMUKI駅伝（みんなのマエムキえきでん）は、アメリカンホーム保険会社が主催し、2012年から開催している市民ランナー参加型のチャリティー駅伝キャンペーンである。

## キャンペーンの趣旨
アメリカンホーム・ダイレクトは、2012年にがん保険「みんなのほすピタる」の発売をきっかけに、癌と闘病ながら、あるいは癌を克服し、前向きな力で絆をつなげようという人々を応援するための「MAEMUKIプロジェクト」というキャンペーンを展開するようになり、その中核として、癌を克服した市民ランナーを襷でつなぎ、日本列島を一周しようという駅伝キャンペーンを実施することになった。2013年は癌患者だけでなく、様々な困難を乗り越えて前向きになって生きていこうとする市民ランナーに幅広く参加門戸を広げている。
なお2015年は開催を見送っている。

## 参加資格
- 参加年齢　高校生以上（未成年者は要・保護者同意）で、ジョギング程度の運動が可能な人なら誰でも応募可
- 基本的に、病気や障害、失業など様々な困難を抱えている人やそれを支える家族・保護者など、エピソードを持っている人を最優先とするが、それ以外の一般市民ランナーでも参加することは可能である。
- 走行日・地域によって応募期間が異なるが、応募締め切り後に空き枠が生じた場合は追加募集を実施する区間もある。
- なお当日は参加者の運動能力に応じて最大10㎞程度までを複数人でリレーして走行するが、万一に備えて大会の運営サポートスタッフが同行・伴走する。あくまでもチャリティーキャンペーンの駅伝であるので、ロードレースのような全力疾走でなくても、個々人のマイペースで走行すればよい。

## データ集
| 回 | 年度            | スタート日 | ゴール日 | 開催総日数 | 走行距離 | 参加ランナー |
| -- | --------------- | ---------- | -------- | ---------- | -------- | ------------ |
| 1  | 2012年          | 7月25日    | 11月30日 | 129日間    | 5872㎞   | 1104人       |
| 2  | 2013年          | 4月6日     | 10月17日 | 195日間    | 8472㎞   | 1584人       |
| 3  | 2014年 （予定） | 5月14日    | 11月26日 | 190日間    | 9235㎞   |              |

## マスメディアでの連動番組
- アメリカンホーム・ダイレクト MAEMUKISM（TOKYO FM他全国38局ネット）

アメリカンホームダイレクト1社協賛。同番組内にてこのキャンペーンに参加した市民ランナーへ電話インタビューを行っている。同番組はこの駅伝キャンペーンの公式サポート番組と位置付けている。
2014年はこの番組の司会者・中山雅史を監督に、「GON JAPAN」と銘打った市民ランナーチームを編成してこのキャンペーンに参加する。
- 旅ずきんちゃん 〜全日本のほほ〜ん女子会〜（CBCテレビ他TBS系列全国ネット）

アメリカンホームダイレクト筆頭協賛。番組中のインフォマーシャルとしてこの駅伝について紹介している。
- アゲるテレビ（フジテレビ系列全国ネット）

金曜日のみアメリカンホーム保険筆頭協賛。

## 関連キャンペーン「きぼうのMAEMUKIプロジェクト」
2014年からはこの「みんなのMAEMUKI駅伝」と連動する形で「きぼうのMAEMUKIプロジェクト」キャンペーンを展開している。アメリカンホームダイレクトでは保険の販売だけにとらわれず、様々な地域や社会の課題・困難を抱える人々や地域貢献を支援することを目指して、このキャンペーンを開始した。キャンペーンナビゲーターはタレントの小澤真利奈が務める。

### キャンペーンの活動

#### 2014年
1. （5月）ヤマハスタジアムでジュビロ磐田の協力により小児病棟で生活する子供たちを支援する「ピース・オブ・カレッジ」のキャンペーン（5月31日のJリーグ ディビジョン2・磐田対ファジアーノ岡山戦で実施）
2. （6月）難病を抱えながら、「みんなのMAEMUKI駅伝」のランナーとして参加した岐阜県在住の塚本明里さんの応援
3. （7月）「世界肝炎デー」（7月27日）に連動して佐賀県が行うキャンペーン「SAGA肝炎ウィーク」と連動し、肝炎を正しく知ってもらう啓発活動に協力
4. （7-8月）鹿児島県で行っている「HTLV-1ウィルス」撲滅のための「スマイルリボンキャンペーン」との連動による啓発活動
5. （8月）広島東洋カープ、キャンサーネットジャパンとの協力で、MAZDA Zoom-Zoom スタジアム広島での小児がん患者支援「レモネードスタンド」キャンペーン。8月26日の広島対東京ヤクルトスワローズ戦で広島県を含む中国地方各地の小児がん患者とその家族を招待し、選手とのふれあいを楽しむ
6. （8-11月）「みんなのMAEMUKIDS in 東北」と題し、宮城県女川町の児童たちの運動不足を解消するための取り組みや、3年ぶりに開催する「女川うみねこマラソン大会」の支援を中心軸に、東北地方の東日本大震災被災3県（岩手県、宮城県、福島県）の子供たちの心のケアのサポートを展開する